# Cortana
Cortana je bila Microsoftov digitalni osobni asistent predstavljen na Microsoftovoj Build konferenciji u  San Franciscu 4. travnja 2014. godine. Naziv Cortana potječe iz Microsoftovog serijala igara Halo, gdje je lik s istim imenom također osobni digitalni asistent. Cortana je trenutno dostupna samo u nekim tržištima.
Cortana može obaviti razne zadatke za korisnika. Naredbe se uglavnom zadaju glasovno, ali se mogu zadati i pisanjem ako se korisnik nalazi u bučnoj okolini.
Microsoft je službeno prekinuo podršku Cortane u drugoj polovici 2023. godine, pri čemu je prestala biti podržana kao samostalna aplikacija u kolovozu iste godine.

## Mogućnosti
Neki zadatci koje Cortana može obaviti su:
- postavljanje podsjetnika
- postavljanje alarma
- slanje poruka i e-pošte
- prepoznavanje  glazbe
- reproduciranje glazbe
- rezerviranje stola u restoranu
- provjera vremenske prognoze
- pronaći upute za vožnju
- pronaći rezultate utakmica različitih sportova
- upućivanje poziva
- itd.

### Bilježnica
Cortana koristi tzv. bilježnicu za spremanje svih informacija prikupljenih o korisniku tijekom korištenja (npr. ponašanje u određenoj okolini, podsjetnike, alarme, kontakte, podatke o lokaciji, itd.). Daljnjim korištenjem Cortane, ona može automatski dodavati i brisati podatke o korisniku, a korisnik može i sam ukloniti neke netočne informacije.

### Razdoblje obustavljenih obavijesti
Razdoblje obustavljenih obavijesti ili Tihi sati (eng. Quite Hours) je mogućnost koja tijekom određenih sati isključuje obavijesti i preusmjerava pozive na govornu poštu. Korisnik može odrediti tzv. unutarnji krug (eng. Inner Circle) u kojem se nalaze kontakti čije obavijesti dolaze i kada je razdoblje obustavljenih obavijesti uključeno.

### Ažuriranje
Ažuriranja Cortane dostavljaju se neovisno o ažuriranjima operacijskog sustava. Neke mogućnosti Cortane kao što je "Hey, Cortana" mogu se ažurirati samo pomoću Windows Phone update servisa.

### Cortana u drugim proizvodima
Microsoft je ugradio Cortanu u brojne druge proizvode, kao što je Microsoft Edge. Na svojoj Worldwide Partners konferenciji 2015., Microsoft je demonstrirao integraciju Cortane u neke buduće proizvode kao što je GigJam.

## Dostupnost
Cortana je trenutno dostupna u ovim jezicima i regijama:
| Jezik               | Regija                 | Status        | Platforma             |
| ------------------- | ---------------------- | ------------- | --------------------- |
| Engleski            | SAD                    | Dostupno      | Windows, Android, iOS |
| Engleski            | Ujedinjeno Kraljevstvo | Dostupno      | Windows, Android      |
| Engleski            | Kanada                 | Dostupno      | Windows               |
| Engleski            | Australija             | Dostupno      | Windows, Android, iOS |
| Engleski            | Indija                 | Dostupno      | Windows               |
| Njemački            | Njemačka               | Dostupno      | Windows               |
| Talijanski          | Italija                | Dostupno      | Windows               |
| Francuski           | Francuska              | Dostupno      | Windows               |
| Francuski           | Kanada                 | Dostupno      | Windows               |
| Mandarinski kineski | NR Kina                | Dostupno      | Windows, Android, iOS |
| Španjolski          | Španjolska             | Dostupno      | Windows               |
| Španjolski          | Meksiko                | Dostupno      | Windows               |
| Portugalski         | Brazil                 | Dostupno      | Windows               |
| Japanski            | Japan                  | Dostupno      | Windows, iOS          |
| Ruski               | Rusija                 | Nije dostupno | Windows, iOS          |